# Rosegg

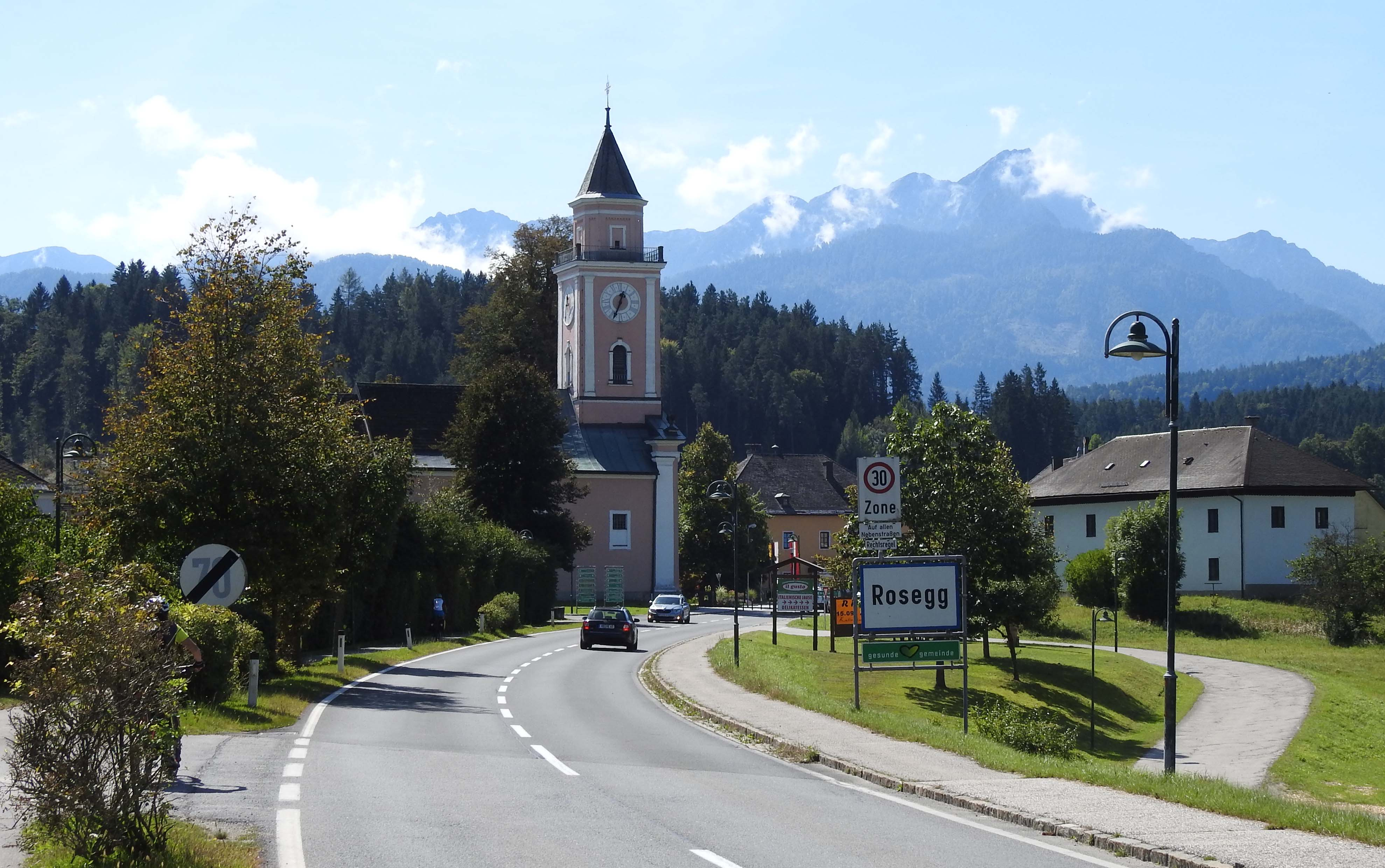
Rosegg von Norden

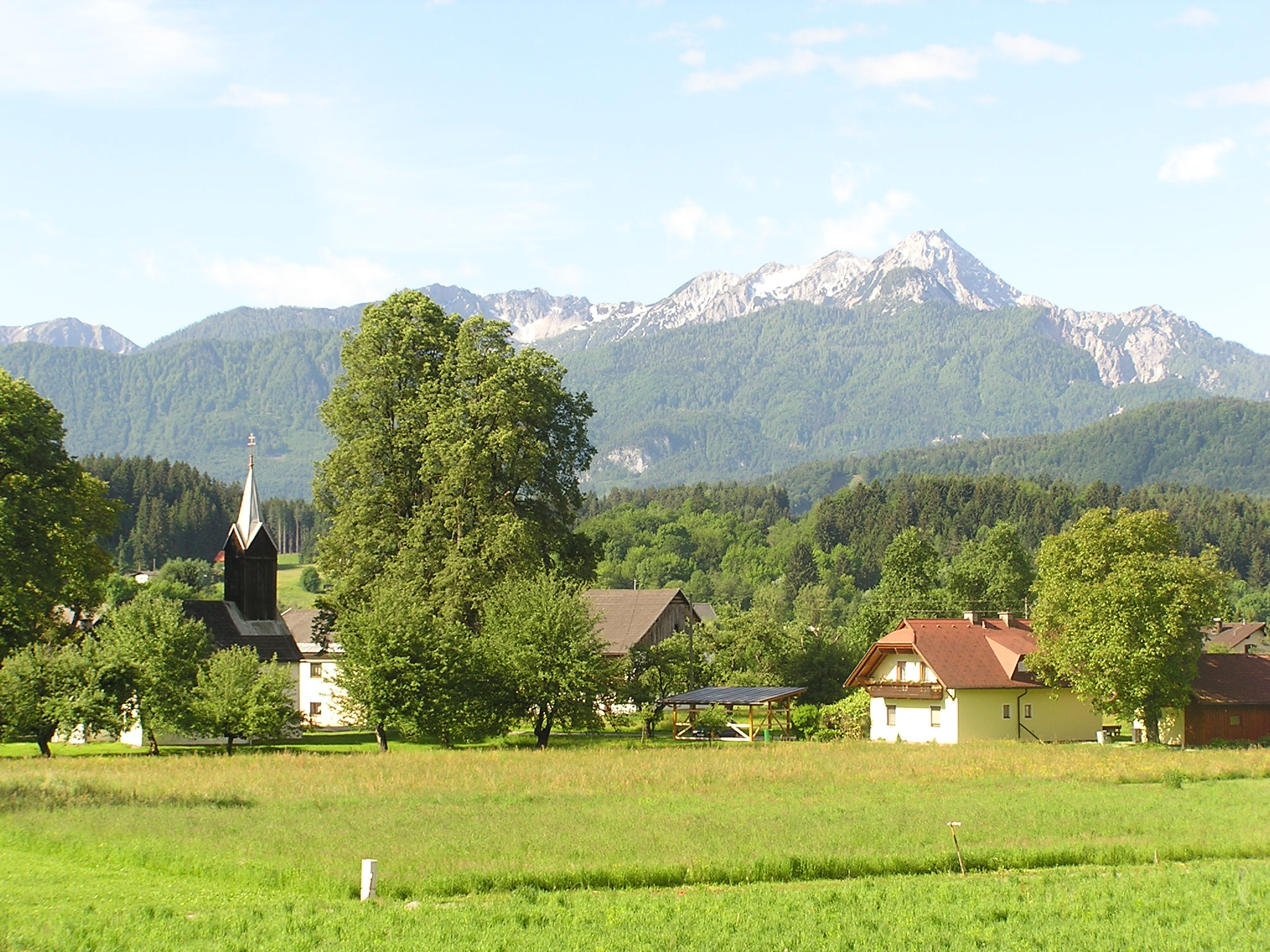
Blick von St. Lambrecht auf die Karawanken

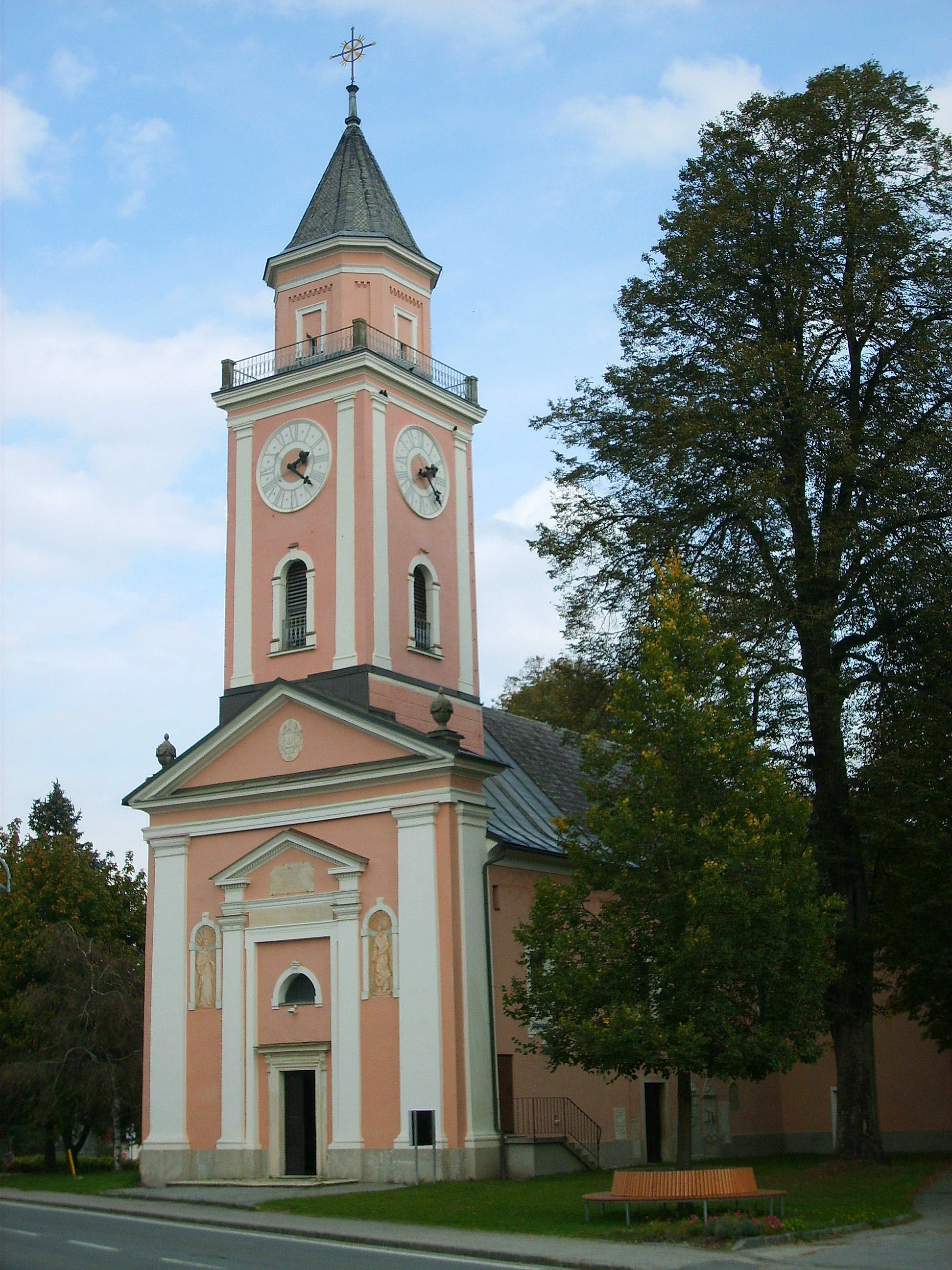
Pfarrkirche Rosegg

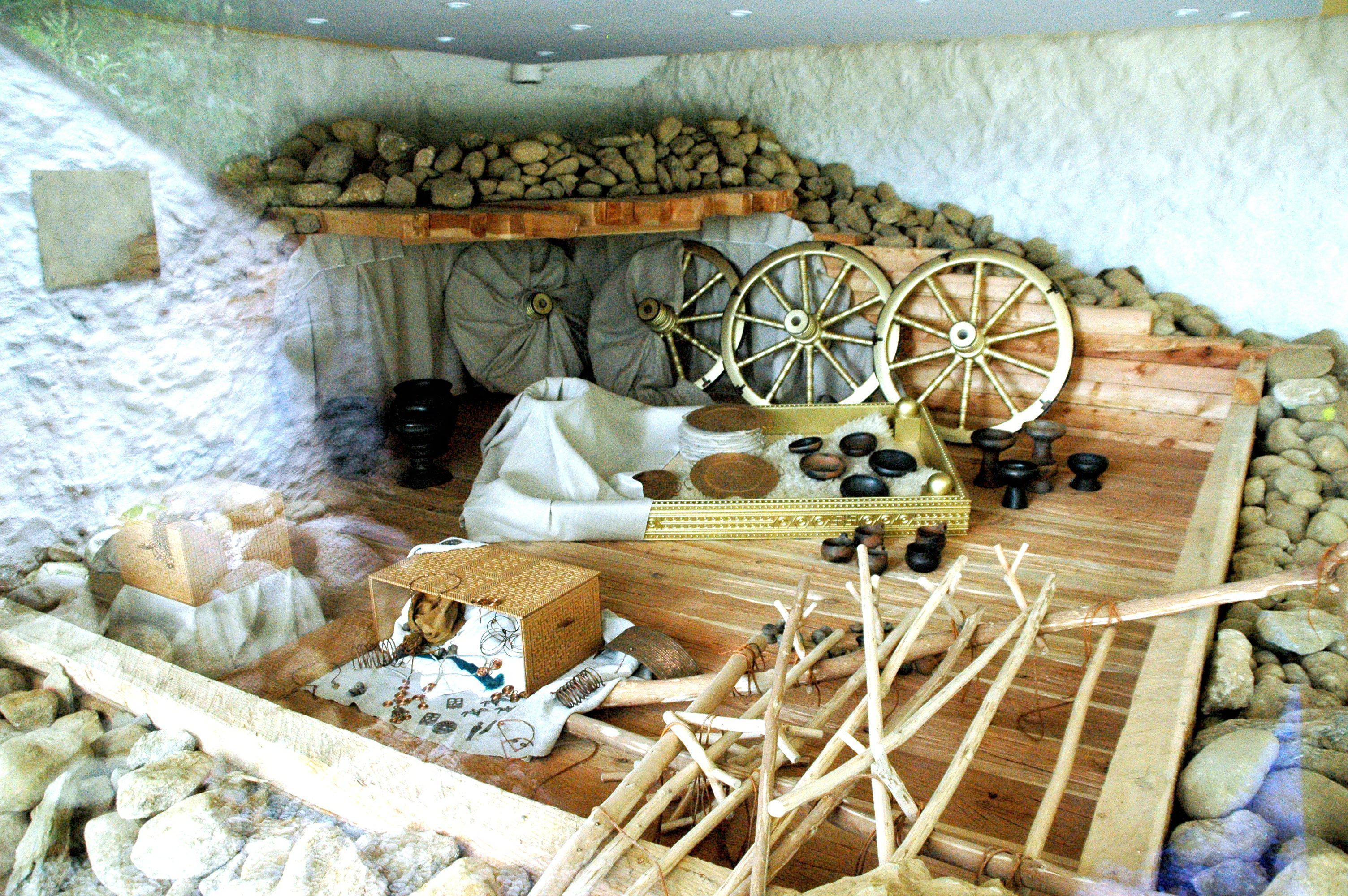
Schaugrab Urgeschichtszentrum Frög-Rosegg

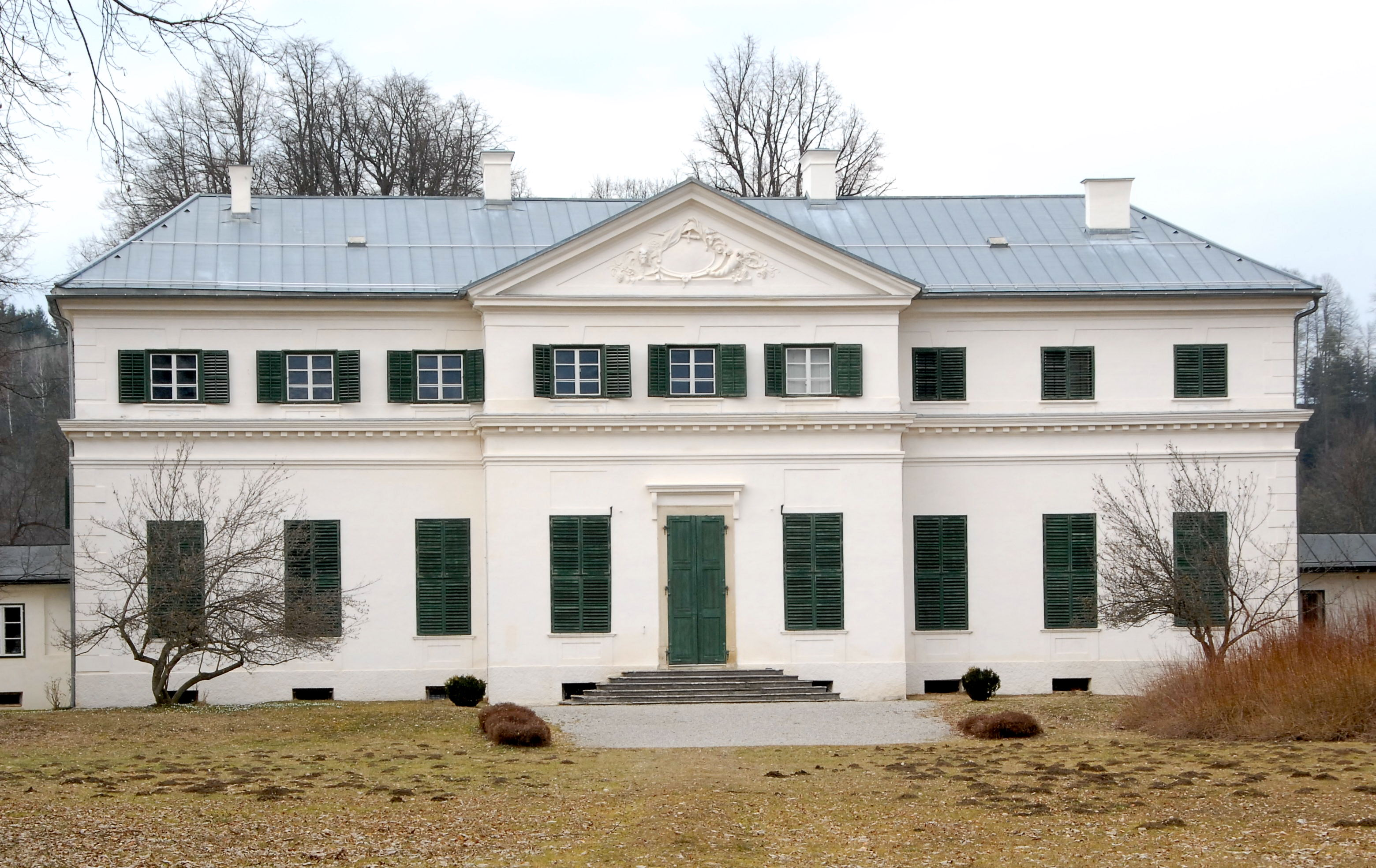
Schloss Rosegg, Hauptgebäude, Südansicht

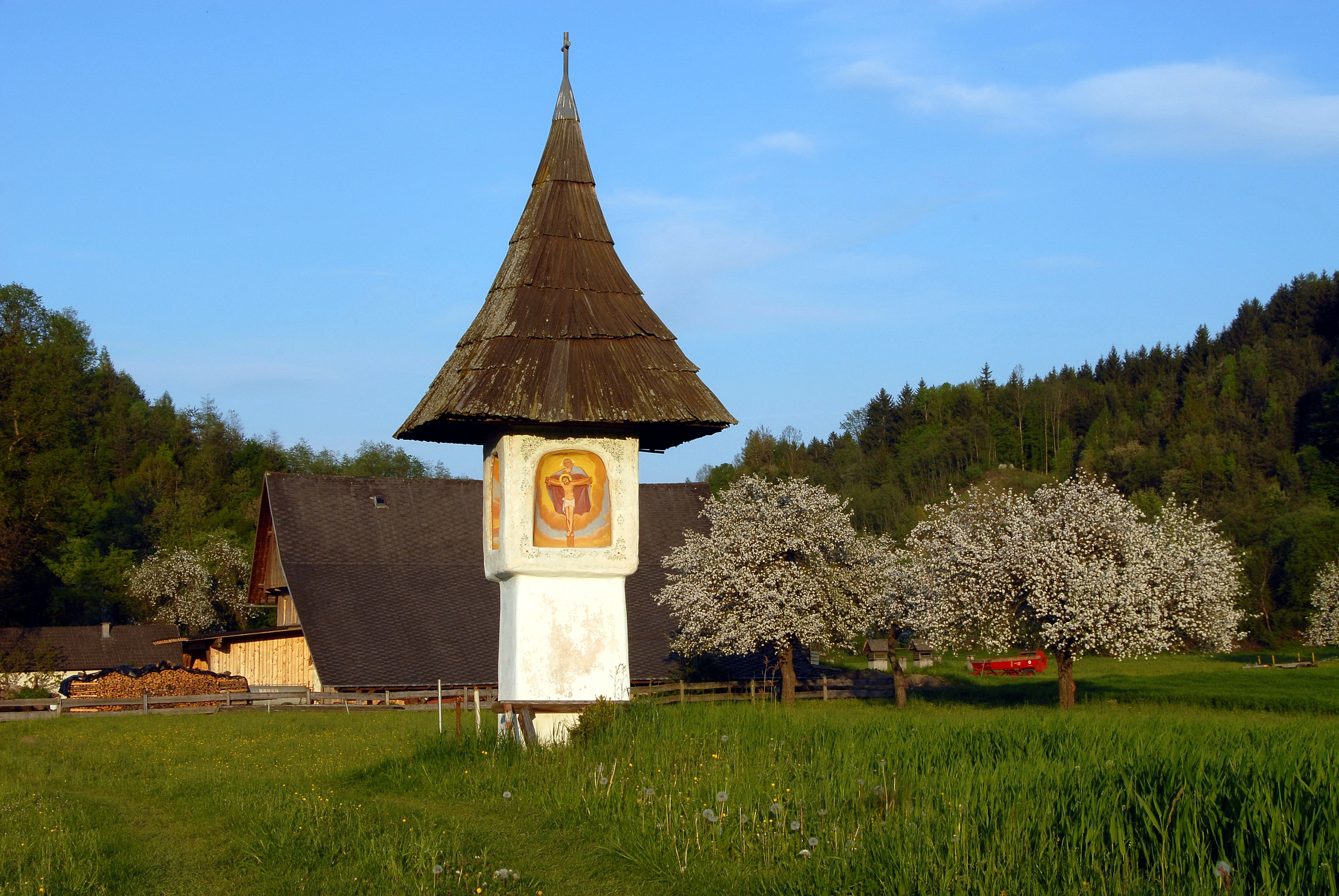
Pfeilerbildstock westlich von Frojach

Rosegg (slowenisch: Rožek) ist eine am westlichen Ende des Rosentals gelegene österreichische Marktgemeinde mit 1905 Einwohnern (Stand 1. Jänner 2024) im Bezirk Villach-Land in Kärnten.

## Geographie
Das Gemeindegebiet wird von der Drau durchflossen, die durch das Wasserkraftwerk Rosegg-St. Jakob energetisch genutzt wird. Der Hauptort der Gemeinde, Rosegg, liegt in einer Flussschleife und ist seit dem Bau des zum Kraftwerkskomplex gehörenden 3,7 km langen Oberwasserkanals (1973) nur über Brücken zu erreichen. Die Seehöhe des Gemeindegebiets liegt zwischen 477 und 600 m ü. A.

### Gemeindegliederung
Rosegg ist in die drei Katastralgemeinden Berg (Gora), Emmersdorf (Tmara vas) und Rosegg (Rožek) gegliedert. Das Gemeindegebiet umfasst folgende 18 Ortschaften (Einwohnerzahlen Stand 1. Jänner 2024):
- Berg (Gora) (62)
- Bergl (Gora) (170)
- Buchheim (Podhum) (87)
- Dolintschach (Dolinčiče) (33)
- Drau (Na Dravi) (88)
- Duel (Dole) (79)
- Emmersdorf (Tmara vas) (115)
- Frög (Breg) (128)
- Frojach (Broje) (5)
- Kleinberg (Mala gora) (45)
- Obergoritschach (Zgornje Goriče) (51)
- Pirk (Brezje) (79)
- Raun (Ravne) (56)
- Rosegg (Rožek) (464)
- St. Johann (Ščedem) (19)
- St. Lambrecht (Semislavče) (186)
- St. Martin (Šmartin) (134)
- Untergoritschach (Spodnje Goriče) (104)

### Nachbargemeinden
| Wernberg    |                                             | Velden                |
| Villach     | Kompassrose, die auf Nachbargemeinden zeigt |                       |
| Finkenstein |                                             | St. Jakob im Rosental |

## Geschichte
Das Gebiet um das heutige Rosegg war, wie hallstattzeitliche Gräberfelder in Frög nahelegen, schon vor etwa 3.000 Jahren besiedelt. Die Siedlung selbst befand sich vermutlich rund 300 Meter nordöstlich am Burgberg und wurde wohl terrassenförmig angelegt. Die besiedelbare Fläche betrug ungefähr zwei Hektar. Das Gräberfeld von Frög, welches im Jahr 1882 zufällig entdeckt wurde, stammt aus der Zeit von 750 bis 400 v. Chr. und ist nach Hallstatt das zweitgrößte in Österreich. Archäologisch bedeutend sind die als Grabbeigaben verwendeten Bleifiguren und insbesondere das Modell eines Kult- oder Totenwagens (Bleiwagen von Frög) mit zwölf kleinen Tiermodellen mit einer Schulterhöhe von 3 cm, die sich heute im Kärntner Landesmuseum befinden.
Rosegg (Rasek) wurde im Jahr 1106 erstmals urkundlich erwähnt, als der Patriarch Ulrich I. von Aquileia die Pfarre Ras dem Chorherrnkapitel des Stifts Eberndorf schenkte. Schon im Jahr 875 jedoch tauchte der Flurname Ras, als der Bischof Arnold von Freising ein Bauerngebäude gegen eines in Werida (Maria Wörth) eintauschte, zum ersten Mal auf. Im späten 12. Jahrhundert erbaute Rudolf von Ras auf einem Hügel die Burg Rosegg (heute ein Bestandteil des Rosegger Tierparks) und nannte sich Rudolf de Rasek. Nachdem die Hauptlinie der Raser ab dem Jahr 1315 ausgestorben war, fiel die Herrschaft über Rosegg im Laufe der Jahrhunderte an mehrere Adelsgeschlechter, darunter auch an Hans Rudolf von Raitenau, den jüngsten Bruder des Salzburger Erzbischofs Wolf Dietrich von Raitenau. Im Jahr 1478 wurde das gesamte Rosental (darunter auch Rosegg) durch die Türkenkriege arg in Mitleidenschaft gezogen.
1686 erwarb Graf Georg Nikolaus von Rosenberg die Herrschaft Rosegg, sie blieb bis 1829 in Besitz der Familie Orsini-Rosenberg. Franz Xaver Wolfgang von Orsini-Rosenberg errichtete ab dem Jahr 1772 das Schloss Rosegg nahe der Drau, das die Burg als Herrschaftssitz ablöste. Im Jahr 1809 wurde das heutige Gemeindegebiet als Teil der Illyrischen Provinzen an Frankreich angegliedert. Im weiteren Verlauf der Franzosenkriege wurden im Jahr 1813 große Teile Roseggs (darunter auch die Pfarrkirche) erheblich beschädigt. im Jahr 1831 erwarb Fürst Johann I. von Liechtenstein die Besitzungen, die bis heute im Besitz der liechtensteinischen Fürstenfamilie blieben.
Nach der Aufhebung der Grundherrschaft und Leibeigenschaft wurde im Jahr 1849 die Gemeinde Rosegg gegründet, deren Gebiet den gesamten alten Gerichtsbezirk von Rosegg umfasste, und daher von Maria Elend bis zum Faaker See reichte. im Jahr 1857 erschütterte ein Erdbeben der Stärke 7 auf der Richterskala die Ortschaft und zerstörte einen großen Teil der Gebäude. Im Laufe der Jahre wurden Sankt Jakob im Rosental (1888) und Ledenitzen (1911) von Rosegg abgetrennt und als eigenständige Gemeinden errichtet. Während des Kärntner Abwehrkampfs wurde die Gemeinde zum Schauplatz heftiger Kämpfe, vor allem die 1776 errichtete strategisch wichtige Draubrücke bei St. Michel wurde heftig umkämpft. Im Jahr 1930 wurde Rosegg zur Marktgemeinde erhoben und gab sich 1933 ein Wappen, das die Rose der Familie Orsini-Rosenberg in einem Dreieck zeigt.

## Bevölkerung
Gemäß der Volkszählung im Jahr 2001 hat die Marktgemeinde 1802 Einwohner, davon sind 96,2 % österreichische, 1,3 % kroatische und 1,0 % deutsche Staatsbürger. 6,1 % der Bevölkerung gehören der slowenischsprachigen Volksgruppe an.
Zur römisch-katholischen Kirche bekennen sich 83,4 % der Gemeindebevölkerung, zur evangelischen Kirche 6,5 %. Ohne religiöses Bekenntnis sind 8,3 %.

### Bevölkerungsentwicklung
| Rosegg: Einwohnerzahlen von 1869 bis 2024           | Rosegg: Einwohnerzahlen von 1869 bis 2024 | Rosegg: Einwohnerzahlen von 1869 bis 2024 | Rosegg: Einwohnerzahlen von 1869 bis 2024 | Rosegg: Einwohnerzahlen von 1869 bis 2024 |
| --------------------------------------------------- | ----------------------------------------- | ----------------------------------------- | ----------------------------------------- | ----------------------------------------- |
| Jahr                                                |                                           |                                           |                                           | Einwohner                                 |
| 1869                                                | 1869                                      |                                           | 1.358                                     | 1.358                                     |
| 1880                                                | 1880                                      |                                           | 1.359                                     | 1.359                                     |
| 1890                                                | 1890                                      |                                           | 1.404                                     | 1.404                                     |
| 1900                                                | 1900                                      |                                           | 1.366                                     | 1.366                                     |
| 1910                                                | 1910                                      |                                           | 1.343                                     | 1.343                                     |
| 1923                                                | 1923                                      |                                           | 1.345                                     | 1.345                                     |
| 1934                                                | 1934                                      |                                           | 1.384                                     | 1.384                                     |
| 1939                                                | 1939                                      |                                           | 1.160                                     | 1.160                                     |
| 1951                                                | 1951                                      |                                           | 1.336                                     | 1.336                                     |
| 1961                                                | 1961                                      |                                           | 1.366                                     | 1.366                                     |
| 1971                                                | 1971                                      |                                           | 1.521                                     | 1.521                                     |
| 1981                                                | 1981                                      |                                           | 1.506                                     | 1.506                                     |
| 1991                                                | 1991                                      |                                           | 1.592                                     | 1.592                                     |
| 2001                                                | 2001                                      |                                           | 1.802                                     | 1.802                                     |
| 2011                                                | 2011                                      |                                           | 1.870                                     | 1.870                                     |
| 2021                                                | 2021                                      |                                           | 1.873                                     | 1.873                                     |
| 2024                                                | 2024                                      |                                           | 1.905                                     | 1.905                                     |
| Quelle(n): Statistik Austria, Gebietsstand 1.1.2021 |                                           |                                           |                                           |                                           |

## Kultur und Sehenswürdigkeiten

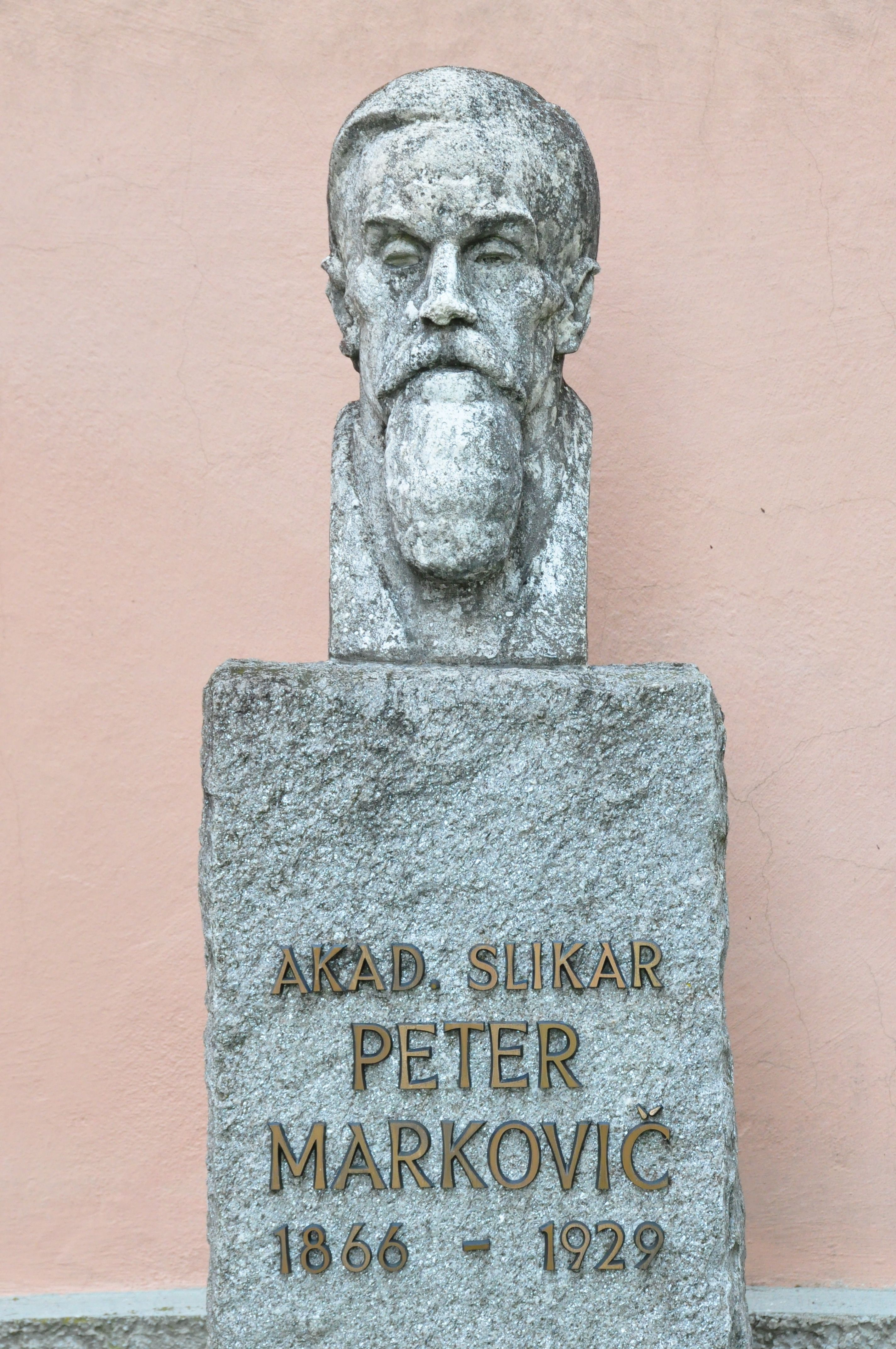
Denkmal des akademischen Malers Peter Markovič

- Das Schloss Rosegg ist eine ab dem Jahr 1772 von Graf Franz Xaver Wolfgang von Orsini-Rosenberg erbaute Villa, die stark an norditalienischen Vorbildern orientiert ist. Seit dem Jahr 1833 ist das Schloss im Besitz der Familie des Hauses Liechtenstein. Im Park befindet sich ein Irrgarten aus Hainbuchenhecken.
- Von der ehemaligen, im 12. Jahrhundert errichteten Burg Rosegg sind nur noch wenige Mauerreste erhalten.
- Katholische Pfarrkirche Rosegg hl. Michael
- Der Tierpark Rosegg wurde ab dem Jahr 1830 von Peter Ritter von Bohr rund um den Burghügel angelegt.
- Das Gräberfeld von Frög ist ein im Jahr 1882 entdecktes und mittlerweile weitgehend ausgegrabenes Hügelgräberfeld aus der Hallstattzeit.
- Der Pfeilerbildstock westlich von Frojach stammt aus dem 18. Jahrhundert (1757). Er wurde in den Jahren 1930 und 1982 (bezeichnet „J. Stefan“) restauriert.

- In der Galerie Šikoronja finden regelmäßige Ausstellungen von österreichischen und slowenischen Gegenwartskünstlern statt.[3]
- Slowenischer Kulturverein/Slovensko kulturno društvo „Peter Markovič“, dem Prof. DI Franc Kattnig als Präsident vorsteht.
- Die im Jahr 1976 gegründete Brauchtumsgruppe führt regelmäßig verschiedene Veranstaltungen  (Osterschießen, Sonnwendfeier, Krampus usw.) in der Gemeinde durch.

| Wirtschaft und Infrastruktur Wirtschaft Die Gemeindefläche Roseggs ist fast zur Hälfte bewaldet. Außerdem sind über dreißig Prozent davon landwirtschaftliche Nutzflächen. [ 4 ] Mehr als zwei Drittel der in Rosegg arbeitenden Erwerbstätigen sind im Dienstleistungssektor tätig, und zwar vor allem in Bereichen der sozialen und öffentlichen Dienstleistungen, im Handel, der Beherbergung und in der Gastronomie. [ 5 ] Infrastruktur Eisenbahn: Rosegg liegt südlich der Südbahn . Die nächsten Bahnhöfe sind Lind-Rosegg (3 km), Velden am Wörthersee (5 km) und Villach Hauptbahnhof (15 km). [ 6 ] Straßen: Im Gemeindegebiet verläuft die Karawanken Autobahn A11 mit einer eigenen Abfahrt „St. Jakob im Rosental“. | Hier fehlt eine Grafik, die leider im Moment aus technischen Gründen nicht angezeigt werden kann. Wir arbeiten daran! |

## Politik

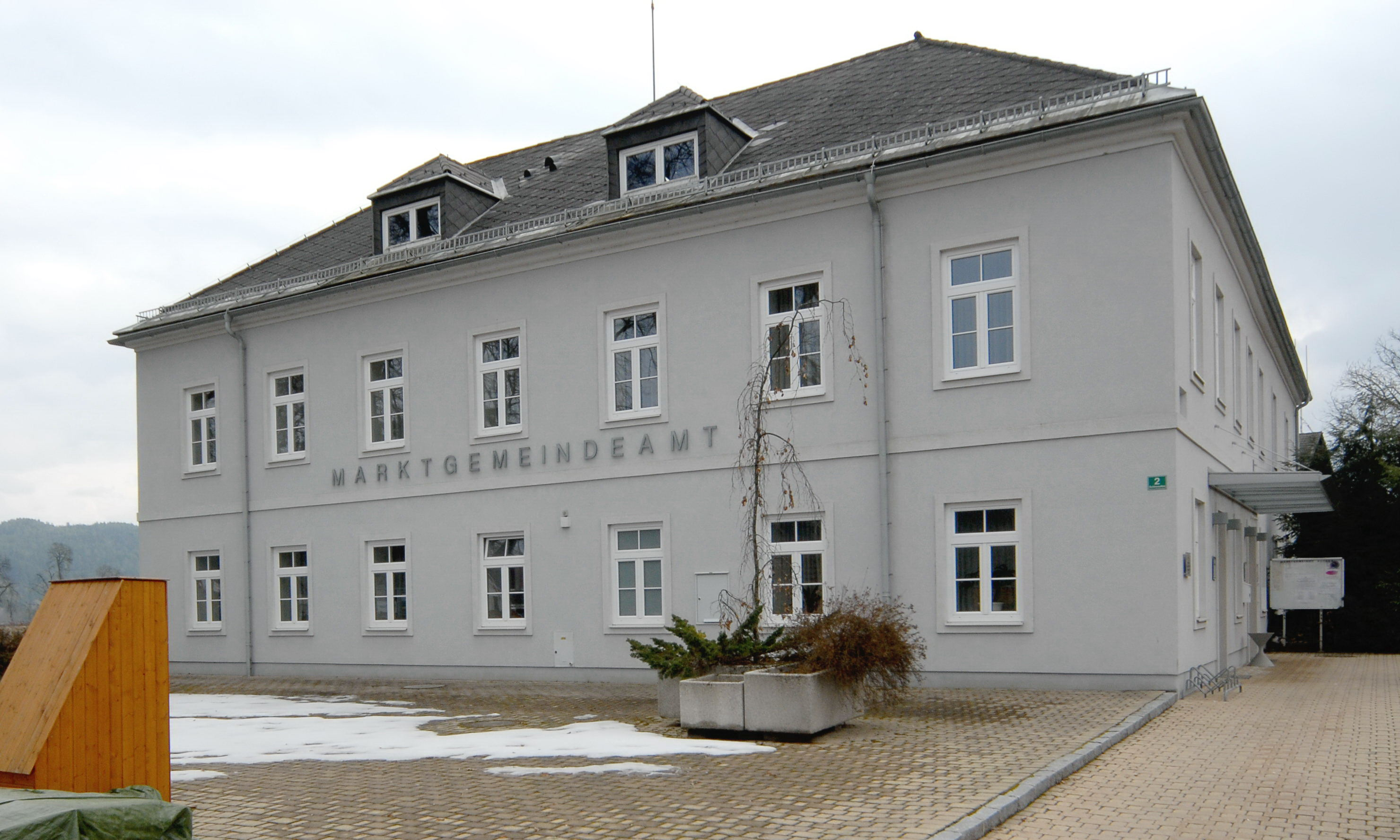
Marktgemeindeamt Rosegg

### Gemeinderat
Der Gemeinderat von Rosegg hat 15 Mitglieder.
- Nach der Gemeinderatswahl 2015 hatte er folgende Zusammensetzung: 8 Bürgergemeinschaft, 4 SPÖ, 2 FPÖ und 1 Rosegger Liste – Rozeska Lista.[7]
- Nach der Gemeinderatswahl 2021 hat er folgende Zusammensetzung: 8 Bürgergemeinschaft, 5 SPÖ, 1 FPÖ und 1 Rosegger Liste – Rozeska Lista.[8]

### Bürgermeister
Direkt gewählter Bürgermeister ist Franz Richau (BGM).

### Wappen
Blasonierung: „In Gold ein rotes Dreieck, belegt mit einer goldbesamten, grün beblätterten silbernen Rose.“ Der Farbakkord Gold-Rot-Silber ist die heraldische Umsetzung der Kärntner Landesfarben Gelb-Rot-Weiß, wie es in allen vier während der Ersten Republik verliehenen Wappen der Fall ist. Die Rose im Dreieck ist „redend“ („Ros-Eck“) und zugleich eine Anspielung auf das Wappen der Familie Orsini-Rosenberg, die Burg und Herrschaft von 1686 bis 1833 besaß und das Schloss Lukrezia errichten ließ.
Wappen und Fahne wurden der Gemeinde am 1. Februar 1933 verliehen. Die Fahne ist Gelb-Rot mit eingearbeitetem Wappen.

### Partnergemeinden
Rosegg hat Partnerschaften zu drei italienischen und einer slowenischen Gemeinde:
- Osoppo
- Lauco
- Zuglio
- Bohinj

## Persönlichkeiten

### Ehrenbürger der Gemeinde
- Karl Mitsche († 2020), Bürgermeister von Rosegg 1991–2008

### Söhne und Töchter der Gemeinde
- Matthäus Kirchmayer (1778–1854), österreichischer Landwirt und Politiker
- Peter Markovič (1866–1929), Maler

### Mit der Gemeinde verbundene Persönlichkeiten
- Franz Xaver Wolfgang von Orsini-Rosenberg (1723–1796), Diplomat
- Franz Seraph von Orsini-Rosenberg (1761–1832), General
- Franz Richau (* 1960), Politiker (ÖVP) und Polizeibeamter